# Match de football France – Azerbaïdjan (1995)
Rencontre comptant pour les éliminatoires de l'Euro 1996, le match France - Azerbaïdjan a eu lieu le 6 septembre 1995 à Auxerre. Ce match est resté pendant 28 ans la plus large victoire de l'équipe de France (10-0) avant d'être battu le 18 novembre 2023, par le match France-Gibraltar (14-0) lors des éliminatoires de l'Euro 2024.

## Repères
Au moment d'accueillir l'Azerbaïdjan, l'équipe de France est en difficulté dans son groupe de qualification à la suite d'une série de mauvais résultats, le dernier en date étant le match nul (1-1) concédé au Parc des Princes face à la Pologne quelques semaines plus tôt.
Face à l'Azerbaïdjan (laborieusement battu 2-0 au match aller sur une pelouse à la limite du praticable) qui est l'une des plus faibles sélections européennes, la victoire des Bleus ne fait pas vraiment de doute et sera d'ailleurs sans véritable conséquence sur la situation mathématique du groupe de qualifications. L'enjeu pour les Bleus est surtout de se rassurer en retrouvant leur efficacité devant les buts.

## Feuille de match
| Titulaires :    |                    |     |
|                 |                    |     |
|                 | Bernard Lama       |     |
|                 | Jocelyn Angloma    | 57e |
|                 | Marcel Desailly    |     |
|                 | Frank Lebœuf       |     |
|                 | Bixente Lizarazu   |     |
|                 | Didier Deschamps   |     |
|                 | Vincent Guérin     |     |
|                 | Zinédine Zidane    |     |
|                 | Youri Djorkaeff    |     |
|                 | Reynald Pedros     | 67e |
|                 | Christophe Dugarry | 70e |
|                 |                    |     |
| Remplaçants :   |                    |     |
|                 | Lilian Thuram      | 57e |
|                 | David Ginola       | 67e |
|                 | Christophe Cocard  | 70e |
|                 |                    |     |
| Sélectionneur : |                    |     |
| Aimé Jacquet    |                    |     |

| Titulaires :        |                    |     |
|                     |                    |     |
|                     | Elkhan Hasanov     | 37e |
|                     | Arif Asadov        |     |
|                     | Tarlan Ahmadov     |     |
|                     | Igor Getman        |     |
|                     | Emin Agayev        |     |
|                     | Yunis Huseynov     |     |
|                     | Vladislav Kadyrov  | 73e |
|                     | Rasim Abushev      |     |
|                     | Shahin Diniyev     |     |
|                     | Vyacheslav Lychkin |     |
|                     | Mahmud Gurbanov    | 46e |
|                     |                    |     |
| Remplaçants :       |                    |     |
|                     | Nazim Sadygov      | 37e |
|                     | Mushfiq Huseynov   | 73e |
|                     | Samir Alakbarov    | 46e |
|                     |                    |     |
| Sélectionneur :     |                    |     |
| Agaselim Mirjavadov |                    |     |

| Titulaires :    |                    |     |
|                 |                    |     |
|                 | Bernard Lama       |     |
|                 | Jocelyn Angloma    | 57e |
|                 | Marcel Desailly    |     |
|                 | Frank Lebœuf       |     |
|                 | Bixente Lizarazu   |     |
|                 | Didier Deschamps   |     |
|                 | Vincent Guérin     |     |
|                 | Zinédine Zidane    |     |
|                 | Youri Djorkaeff    |     |
|                 | Reynald Pedros     | 67e |
|                 | Christophe Dugarry | 70e |
|                 |                    |     |
| Remplaçants :   |                    |     |
|                 | Lilian Thuram      | 57e |
|                 | David Ginola       | 67e |
|                 | Christophe Cocard  | 70e |
|                 |                    |     |
| Sélectionneur : |                    |     |
| Aimé Jacquet    |                    |     |

| Titulaires :        |                    |     |
|                     |                    |     |
|                     | Elkhan Hasanov     | 37e |
|                     | Arif Asadov        |     |
|                     | Tarlan Ahmadov     |     |
|                     | Igor Getman        |     |
|                     | Emin Agayev        |     |
|                     | Yunis Huseynov     |     |
|                     | Vladislav Kadyrov  | 73e |
|                     | Rasim Abushev      |     |
|                     | Shahin Diniyev     |     |
|                     | Vyacheslav Lychkin |     |
|                     | Mahmud Gurbanov    | 46e |
|                     |                    |     |
| Remplaçants :       |                    |     |
|                     | Nazim Sadygov      | 37e |
|                     | Mushfiq Huseynov   | 73e |
|                     | Samir Alakbarov    | 46e |
|                     |                    |     |
| Sélectionneur :     |                    |     |
| Agaselim Mirjavadov |                    |     |

Pour la première fois, Zidane et Djorkaeff sont alignés ensemble dès le coup d'envoi. Compte tenu de la faiblesse de l'adversaire, Aimé Jacquet opte pour un schéma plus offensif qu'à son habitude avec seulement deux milieux récupérateurs.

## Compte rendu du match
Capitaine d'un soir, Marcel Desailly montre l'exemple en inscrivant d'une tête décroisée sur corner son premier but en équipe de France dès le premier quart d'heure de jeu. Il est imité quelques instants plus tard par Youri Djorkaeff. Après le troisième but inscrit d'une frappe lointaine par Vincent Guérin, le sélectionneur azéri décide de remplacer son gardien de but au motif « qu'il ne voit plus le ballon » ! Son remplaçant ne sera guère plus inspiré, concédant sept buts en seconde période. Le plus beau de tous sera inscrit par le Strasbourgeois Frank Lebœuf, auteur d'un talonnade aérienne. Quant au public auxerrois, il pourra applaudir en toute fin de match l'unique but en sélection inscrit par Christophe Cocard, l'idole locale.